# Jacinto Creek
Der Jacinto Creek ist ein Fluss im Toledo District in Belize.

## Verlauf
Der Jacinto Creek entspringt im Gebiet von San Marcos und Machaca Camp. Er verläuft nach Südosten und nimmt bei Jacinto Landing den Cut and Throw Away Creek und den Papishaw Creek auf, kurz bevor er bei Jacintoville und Forest Home von rechts in den Rio Grande mündet.